# KV系列坦克
克利缅特·伏罗希洛夫（KV）坦克是苏联重型坦克系列，以二战期间随红军作战的苏联国防人民委员和政治家克利缅特·伏罗希洛夫命名。KV坦克在战争初期，尤其是德国入侵苏联的第一年，以其重装甲而闻名。在某些情况下，即使是孤立无援的KV-1或KV-2在步兵支援下也能阻止德军编队。当时的德国国防军很少部署坦克来专门对抗KV，因为他们自己的武器装备太差，根本无法对付“ Russischer Koloss ”——“俄罗斯巨像”。 